# Felipe Poey
Felipe Poey y Aloy (26. května 1799, Havana – 28. ledna 1891, Havana) byl kubánský zoolog.
Felipe Poey pocházel z francouzsko-španělské rodiny. V mládí odjel do Španělska, kde vystudoval práva a stal se právníkem. Posléze ale musel Španělsko opustit, údajně pro své přílišné sklony k liberalismu. V roce 1823 se tedy vrátil na Kubu. Začal se zabývat studiem přírody, soustředil se přitom na výzkum kubánských motýlů a mořskou zoologii. V roce 1825 navštívil Francii. Stal se cenným spolupracovníkem Cuviera a Valencienna, které zásoboval zejména mořskými obratlovci z Karibiku. V roce 1833 se vrátil na Kubu, v roce 1839 pak založil přírodovědné muzeum. V roce 1842 se stal prvním profesorem zoologie a srovnávací anatomie na Havanské univerzitě (Universidad de la Habana).
Popsal celou řadu nových druhů mořských živočichů a motýlů Karibiku, mimo jiné např. žraloka dlouhoploutvého.

## Práce
- Centurie des Lepidoptees de File de Cuba (Paris, 1832)
- Historia Natural de la Isla de Cuba (2 svazky, 1860)
- Ictiología Cubana, dvacetisvazková práce o rybách na Kubě